# Gustavo de Fraga
Gustavo de Fraga (Fajãzinha, 1 de Novembro de 1922 — Ponta Delgada, 15 de Novembro de 2003) foi um professor universitário, intelectual, escritor e ensaísta, que se destacou no campo da filosofia. Foi professor catedrático da Universidade de Coimbra e, depois, da Universidade dos Açores.

## Biografia
Filho de Eduardo Augusto de Fraga e de Maria Valadão de Fraga, nasceu na freguesia da Fajãzinha em 1 de Novembro de 1922. Contudo, foi na freguesia dos Cedros que a família mais tempo viveu na ilha das Flores e deixou maiores raízes..
O pai, que era professor do ensino primário, leccionara em diversas freguesias da ilha das Flores, designadamente nas freguesias dos Cedros e da Fajãzinha. A seguir transferiu-se para a ilha de São Miguel, onde leccionou em Vila Franca do Campo enquanto a saúde o permitiu, já que a pouco e pouco foi perdendo a visão.
O avô paterno, José Francisco de Fraga, de origem continental, que estudara no Seminário Diocesano de Angra até quase ser padre, foi secretário do governador-geral de Angola e exerceu também as funções de professor de instrução primária na ilha das Flores. Aí viria a casar com Maria Amélia Nóia Silveira, de origem açoriana e inglesa, natural do Eire, Estados Unidos da América. Ficara encantado ao vê-la, como amor à primeira vista, quando ela passava nas Flores em viagem à vela de Inglaterra para o seu país. O avô materno, Manuel de Freitas Valadão, casado com Maria Avelar Valadão, de origem florentina, fora emigrante nos Estados Unidos da América e percorrera a pé o caminho entre o Texas e a Califórnia à procura de trabalho. Dele guardava, como preciosa recordação, o seu caneco dourado da espuma de barba, de fabrico americano.
Pelo facto dos pais terem fixado residência em Vila Franca do Campo quando tinha cerca de dois anos, Gustavo de Fraga completou aí a instrução primária e frequentou a Externato Vilafranquense, como estudante precoce. Aos 16 anos de idade concluiu o ensino secundário no Liceu Antero de Quental, em Ponta Delgada, onde fez a seguir o curso do magistério primário, cujo exame concluiu em 1942.
Seguindo a vocação familiar, como professor oficial do ensino primário, leccionou no distrito de Ponta Delgada. E é nessa ocasião que, em 1943, conhece o florentino Jacob Tomaz, e ambos apresentam no Emissor Regional dos Açores da Emissora Nacional, dessa cidade, um Serão Radiofónico Dedicado à Ilha das Flores, que viria a ser evidenciado no jornal As Flores. Embora vivendo fora das Flores, manteve-se a ela ligado, sobretudo por nela deixar bens e o pai ter lá regressado depois de enviuvar, onde veio a falecer em 1960.
Sempre na ânsia de enriquecer a sua instrução e cultura, mais tarde, ainda na década de 1940, segui para Lisboa onde, para além de ter sido redactor do jornal “Diário da Manhã” e funcionário da Emissora Nacional, frequentou a Faculdade de Letras, como estudante trabalhador. Ultrapassando dificuldades a que a sua demissão de professor o forçara, face à informação desfavorável do respectivo Director Escolar, no ano lectivo de 1949/50 conclui o curso de Ciências Histórico-Filosóficas. No ano seguinte, frequentou a Faculdade de Letras da Universidade de Coimbra, tendo-se licenciado, com distinção, na Faculdade de Letras da Universidade de Lisboa, onde dissertou o tema “Sobre o Objecto da Metafísica (de Francisco Suarez)”.
A seguir, em 1954, vai para a Alemanha, onde foi Leitor de Português na Universidade de Bona até 1957. Aí frequenta regularmente aulas e seminários de filosofia, com destaque para os cursos dos professores Johannes Thyssen, Gerhard Funke, Hans Heimsoeth e, de modo relevante, Ludwig Landgrebe, que fora assistente de Husserl entre 1923 e 1930, e também seu editor.
No ano lectivo de 1957/58, em Paris, com bolsa concedida pelo Instituto Português de Alta Cultura, na Sorbonne, ouviu cursos de Ferdinand Alquié e de Jean Wahl, cujo seminário superior, sobre Husserl, frequentou, com autorização do próprio. Também aí se iniciou nos estudos hegelianos, com Jean Wahl.
No ano seguinte voltou à Alemanha onde foi bolseiro na Universidade de Friburgo, nela ouvindo cursos e frequentando seminários de Hans Reiner e de Max Muller.
Em 1960, concluiu, na Faculdade de Letras da Universidade de Coimbra, o Curso de Ciências Pedagógicas, onde exerceu o cargo de assistente de Ciências Filosóficas.
Em Julho de 1967 prestou provas de doutoramento em Filosofia, com a dissertação“De Husserl a Heidegger e Elementos para uma Problemática da Fenomenologia”, sendo aprovado com 19 valores.
Em 1 de Maio de 1970 passou a professor auxiliar e a seguir fez concurso para professor extraordinário de Ciências Históricas, Geográficas e Filosóficas, sendo aprovado com mérito absoluto em 8 de Maio de 1973. A sua nomeação para o lugar verificou-se em 16 de Junho de 1977.
Entretanto, face à recente criação do Instituto Universitário dos Açores, foi nele colocado, a seu pedido, em comissão de serviço, a partir de 7 de Fevereiro de 1976. Aí viria a ser nomeado, por despacho de 20 de Fevereiro de 1979, vice-reitor e vogal da Comissão Instaladora. Exerceu ainda o lugar de director do Departamento de Formação de Professores.
Em 28 de Dezembro de 1981 foi empossado no cargo de professor catedrático da Universidade de Coimbra, mantendo-se, em comissão de serviço na Universidade dos Açores. Nela, para além de ter sido director do Centro de Estudos Filosóficos, foi eleito, sucessivas vezes, presidente do Conselho Científico.
Na sua longa actividade de docente leccionou diversas disciplinas ou cursos, nomeadamente: Ontologia, Antropologia Filosófica, História da Filosofia, Axiologia, Ética, Teoria da História, Introdução à Filosofia e Teoria do Conhecimento, Problemas do Mundo de Hoje, Problemas da Sociologia da História, As Grandes Revoluções Filosóficas, História do Pensamento, História Cultural e das Mentalidades.
Os seus méritos levaram-no a receber várias menções honrosas e quatro bolsas de estudo: do Instituto Português de Alta Cultura, para investigar em Lovaina e em Paris, onde trabalhou, respectivamente, na biblioteca de Husserl, no Centre Nationale de la Recherche Scientifique e na Bibliothèque Nationale.
Aposentou-se em 27 de Abril de 1990, mantendo a sua residência na cidade de Ponta Delgada.
Para além da actividade docente, proferiu palestras, participou em colóquios, seminários e conferências, que seria fastidioso para os leitores conhecê-las pormenorizadamente, face à sua elevada quantidade.
Na “Enciclopédia Luso-Brasileira de Cultura”, J. Fragata, ao referir-se à sua síntese biográfia, escreve que Gustavo de Fraga, mantendo “o diálogo de Husserl com alguns dos seus mais ilustres contemporâneos dá-nos conta, com pormenor, de um pensamento epocal decisivo para compreender a nossa actualidade como histórica”; e que,“baseado nesta interpretação, oferece-nos elementos para uma problemática fenomenológica orientada a eliminar a alienação do pensamento do mundo”.
Gustavo de Fraga, em 1954, foi um dos fundadores da revista “Filosofia”; foi membro fundador do Centro de Estudos Fenomenológicos, anexo à Universidade de Coimbra; foi colaborador da VELBC; e colaborou em diversas revistas e jornais, sobretudo com trabalhos e artigos da sua especialidade.
Das suas obras publicadas distinguimos: “Horas de Ronda”, Ponta Delgada, 1943, “Sobre Heidegger”, Coimbra, 1965; “De Husserl a Heidegger”, Coimbra, 1966; “A Fenomenologia e o Espírito do Hegelianismo”, 1968; “Fidelidade e Alienação”, edição do Instituto Universitário dos Açores, 1977; “Balada para Joana Margarida”, Ponta Delgada, 2001, livro de poemas dedicado à sua neta, Joana Margarida; no ano de 2003 editou aí o seu último livro, intitulado “Rogai Por Nós Pecadores”. A publicação de alguns dos seus livros, tal como viria a acontecer com seus cursos, foi notícia orgulhosa na imprensa florentina (2).
Vários dos seus poemas foram publicados na “Antologia Poética dos Açores”, Vol. II, pág. 216 a 230, de Ruy Galvão de Carvalho, que dele escreve:...“Mestre, catedrático, ensaísta-filósofo, possuidor de vastíssima cultura e de sagaz espírito crítico, com notáveis estudos publicados, versando temas diversos, à poesia rendeu comovido culto”...“pairando, aqui e além, a sombra de Antero, poesia inspirada em temas de circunstância e neo-romântica, vagamente simbolista e formalmente parnasiana”. “Musismo e subjectivismo”.
O seu falecimento ocorreu na cidade de Ponta Delgada, onde residia com a esposa, em 15 de Novembro de 2003.. 